# Mirosław Gil
Mirosław Gil, (ur. 23 sierpnia 1963) – polski gitarzysta i kompozytor rockowy, od połowy lat 80. lider zespołów grających rock progresywny: Collage, Mr. Gil, Ananke i Believe.
Pod koniec lat 90. występował także w zespole Anity Lipnickiej oraz pisał muzykę dla Sweet Joy.

## Dyskografia
Collage
- 1990 – Baśnie
- 1993 – Nine Songs of John Lennon
- 1994 – Moonshine
- 1996 – Safe